# Europeización
Europeización o europanización se refiere a un número de fenómenos sociales y culturales relacionados con cambio dentro de un proceso de asimilación cultural en cuyo centro se encuentra la cultura europea como patrón dominante (en pocas palabras es un tipo de occidentalización). Por fuera de las ciencias sociales, este se refiere también al crecimiento de una identidad continental en la misma Europa, que está por encima de las identidades nacionales y políticas. En este caso, europeización tiene que ver con el proceso por medio del cual la Comunidad Europea en sus dinámicas políticas y económicas da una lógica a su organización.

## En el  continente
La europeización en ciencias políticas se refiere de manera general a ser más europeo, sin embargo, existen múltiples y más complejas definiciones al respecto. Una de las más antiguas definiciones es presentada por Ladrech y allí 1994 quien define la europeización simplemente como un proceso paulatino de reorientación de la dirección y la forma de las políticas, a la política extensiva de la Comunidad Europea y las dinámicas económicas que lleguen a formar parte lógica de las políticas y estrategias nacionales.
Este énfasis, que es conocido como la máxima aproximación al concepto de europeización con cambios emanados desde el impacto de la Unión Europea en las políticas nacionales, ve al estado como un organismo reactivado hacia los cambios pertinentes en la Unión.
Desde una aproximación diferente, la europeización ocurre cuando los estados comienzan a afectar las políticas de la Comunidad Europea en una determinada área.
La interacción institucional de los actores políticos de los diferentes niveles de la gobernabilidad europea lleva a una redefinición del nacionalismo, el regionalismo y la identidad cultural dentro del contexto europeo, mientras los múltiples niveles de gobernanza en Europa son vistos como necesariamente en oposición mutua. Un representante elegido puede, por ejemplo, ver su lealtad y responsabilidades vinculadas a Sevilla, Andalucía, España y Europa. Algunos estudiosos, incluido Samuel Huntington, argumentan que los ciudadanos de los estados europeos están aumentando su identidad de europeos más que de franceses, alemanes, etc.
Un área de obvio cambio es el de las instituciones de Europa, la ampliación de la Unión Europea y la adquisición gradual de autoridad sobre los Estados miembros en numerosas áreas, para aumentar una política de federalismo europeo. La economía y la moneda unitaria europea son ejemplos de esto. En este caso, cuando los Estados utilizan el euro, pasan de controlar sus propias monedas nacionales a dejar dicho control en manos del Banco Central Europeo.
Es un tema de intenso debate anticipar si la europeización será un proceso continuo que eventualmente conduciría a un gobierno europeo total, o si por el contrario este intento de centralización no logrará superar las persistentes identidades nacionales y el creciente interés localista y regional.

## Fuera del continente
Europeización es también el proceso de asimilación cultural iniciado en otros continentes fuera de Europa. Dicho proceso significa que una cultura no europea propone a la sociedad europea como modelo cultural y social a imitar. La europeización es una parte del proceso de occidentalización. Las primeras sociedades europeizadas fueron sobre todo las colonias europeas en otros continentes. Después de la independencia de las colonias, especialmente aquellas de América, las nuevas naciones trataron de continuar a Europa en sus sistemas políticos y sociales. Por ejemplo, muchas constituciones políticas fueron hechas sobre la base de la Constitución Política de Francia, en el caso de los países latinoamericanos o del Derecho Británico, en el caso de Canadá y Estados Unidos.